# Simyra splendida
Simyra splendida là một loài bướm đêm thuộc họ Noctuidae. Nó được tìm thấy ở Trung Á, từ Trung Quốc tới Tây Tạng, Mông Cổ, bán đảo Triều Tiên, vùng Viễn Đông Nga (Primorye, vùng Amur), miền nam Kazakhstan và miền nam Xibia (Ngoại Baikal).